# Corrado Pani
Corrado Pani (Roma, 4 de marzo de 1936 - Roma, 2 de marzo de 2005) fue un actor italiano.

## Biografía
Pani comenzó su carrera como un niño interpretando el papel de Jesús en un drama de Radio Vaticana. Hizo su debut cinematográfico en 1953, con un papel secundario en Il viale della speranza de Dino Risi. En 1955 tuvo primer papel teatral importante, en Thè e simpatia. Más tarde trabajó en el escenario con Luchino Visconti, Giorgio Strehler, Krzysztof Zanussi y Luca Ronconi, entre otros.
Pani apareció en una cincuentena de películas; su último papel fue Juez en Pinocho de Roberto Benigni (2002). Él era también un actor de televisión y un actor de voz. En la década de 1960, Pani tuvo una larga relación de amor con la cantante Mina Mazzini y en 1963 la pareja tuvo un hijo, Massimiliano.